# 張乙紘
一洸（張 乙紘）（ちょう いっこう、1987年3月5日 - ）は、日本と台湾で活動する舞台俳優である。国立台湾師範大学表演藝術研究所（音樂劇表演）卒業後、2017年よりブルーミングエージェンシー所属。現在は一洸(いっこう)という芸名に改名。身長186センチメートル。

## 人物
- 東京都出身[1]。
- 血液型は、B型。
- 身長186cm、体重70kg。スリーサイズは94cm・78cm・94cm。靴のサイズは28.5cm。
- 台湾と日本のハーフ。
- 明治大学、国立台湾師範大学修士課程を卒業。
- 趣味は音楽、映画鑑賞、スポーツ全般、温泉。
- 特技はスポーツ全般、野球、ラクロス、子どもをあやすこと。
- 2007年に日本ラクロス協会の「第3回全国ミスター＆ミス・ラクロスコンテスト」においてミスターグランプリを受賞。
- 2007年に明治大学「第1回明男明女コレクション2007」において男性部門優勝。
- 2011年より台湾へ語学留学へ、その後、国立台湾師範大学音楽学院ミュージカル専攻を卒業し、帰国。
- 2017年より日本にて活動再開。

## 出演

### 舞台
| 出演日程               | 作品名                                                                              | 役名                   | 上演国/会場                                                      |
| ---------------------- | ----------------------------------------------------------------------------------- | ---------------------- | ---------------------------------------------------------------- |
| 2008年7月 - 9月        | ミュージカル・テニスの王子様 The Imperial Presence 氷帝 feat.比嘉                   | 河村隆                 | 日本                                                             |
| 2009年2月 - 3月        | ミュージカル・テニスの王子様 The Treasure Match 四天宝寺 feat. 氷帝                 | 河村隆                 | 日本                                                             |
| 2009年5月              | ミュージカル・テニスの王子様 Dream Live 6th                                         | 河村隆                 | 日本                                                             |
| 2009年7月 - 10月       | ミュージカル・テニスの王子様 The Final Match 立海 First feat.四天宝寺               | 河村隆                 | 日本                                                             |
| 2009年12月 - 2010年3月 | ミュージカル・テニスの王子様 The Final Match 立海 Second feat.The Rivals            | 河村隆                 | 日本                                                             |
| 2010年5月              | ミュージカル・テニスの王子様 Dream Live 7th                                         | 河村隆                 | 日本                                                             |
| 2010年9月              | 馬場家の大ピンチ！〜笑う門には馬場きたる〜                                          |                        | 日本                                                             |
| 2012年12月             | MusicalBattle「楽戦」                                                               |                        | 台湾                                                             |
| 2013年5月              | 舞台「想飛～READY TO FLY～」                                                        | 木子                   | 台湾                                                             |
| 2013年6月              | RockMusical「山海經傳」                                                             | 誇父                   | 台湾                                                             |
| 2013年12月             | MusicalBattle「楽戦」                                                               |                        | 台湾                                                             |
| 2014年5月              | 舞台「忍法・櫻の夢」≪ｼｪｲｸｽﾋﾟｱ「夏の夜の夢」改編≫                                    | 耕田信長               | 台湾                                                             |
| 2014年7月              | Musical 「幕後傳奇～苦魯(CREW)人生」                                                | 俳優                   | 台湾                                                             |
| 2014年9月              | 舞台「黑皮箱」≪Black Suitcase≫                                                      | 陳衛                   | 台湾                                                             |
| 2014年10月-11月        | 管楽オーケストラ舞台劇「春神跳舞的森林」                                            | 石虎                   | 台湾                                                             |
| 2014年11月             | ACG（ｱﾆﾒ&ｺﾐｯｸ&ｹﾞｰﾑ）管楽オーケストラライブ -歌                                      | -                      | 台湾                                                             |
| 2014年11月             | 音楽舞踏劇 「Singing River」-主演                                                   |                        | 台湾                                                             |
| 2014年10月-12月        | RockMusical「山海經傳」                                                             | 誇父                   | 台湾                                                             |
| 2014年12月             | MusicalBattle「楽戦」-司会                                                          |                        | 台湾                                                             |
| 2014年                 | 亞洲學生戲劇匯演2014                                                                |                        | 香港                                                             |
| 2015年1月              | ACG（ｱﾆﾒ&ｺﾐｯｸ&ｹﾞｰﾑ）管楽オーケストラライブ -歌                                      |                        | 台湾                                                             |
| 2015年3月              | 管楽オーケストラ舞台劇「春神跳舞的森林」                                            | 石虎                   | 台湾                                                             |
| 2015年3月              | 音楽舞踏劇 「Singing River」-主演                                                   |                        | 台湾                                                             |
| 2015年6月              | 音楽舞踏劇 「Singing River」-主演                                                   |                        | 中国(廈門)                                                       |
| 2015年8月              | Edinburgh Festival Fringe Musical「山海經傳」                                       |                        | 英国                                                             |
| 2015年11月             | Musical 「受不了～我就是瘦不了～」                                                  | 傑哥                   | 中国 (上海・湖州・江西・長春・瀋陽・大連)                        |
| 2015年                 | Musical 「回家的路」 -主演                                                          | 工場長林富榮           | 中国(廈門)                                                       |
| 2015年                 | Musical 「扮裝天后Ⅱ-慾望門徒」                                                      | 記者、ダンサー他       | 台湾                                                             |
| 2016年5月              | Musical 「享受人生」                                                                | 傑哥、ダンス講師、大林 | 台湾                                                             |
| 2016年6月-7月          | Musical 「百舌～MOZU～」 -主演                                                      | 百舌                   | 台湾                                                             |
| 2017年3月              | 演劇革命企画「ハッピークイーンとイバラの姫」                                        | 仙崎匠                 | 四谷フラワースタジオ                                             |
| 2017年6月-7月          | 劇団シャイニング「天下無敵の忍び道」                                                |                        | 東京ドームシティシアターGロッソ/新神戸オリエンタル劇場           |
| 2018年3月-4月          | 「ROMALE(ロマーレ)～ロマを生き抜いた女カルメン～」                                  |                        | 東京芸術劇場プレイハウス                                         |
| 2018年6月              | レンアイドッグス                                                                    | 天使                   | コフレリオ 新宿シアター                                          |
| 2018年7月              | 下賤の天                                                                            | 忠信利平               | 新宿シアターモリエール                                           |
| 2018年12月             | コメディミュージカル「ら・ら・ら・ららんど」 ～天使っぽい君にラブ・ソングを～再演!? | イド                   | 新宿村LIVE                                                       |
| 2019年1月              | カルパノーラマ -主演                                                                | 人見廣介               | 渋谷伝承ホール                                                   |
| 2019年5月-6月          | ミュージカル「忍たま乱太郎」第10弾初演                                              | 土井半助               | 東京ドームシティシアターGロッソ/春日井市民会館                   |
| 2019年10月-11月        | ミュージカル「忍たま乱太郎」第10弾再演                                              | 土井半助               | 東京ドームシティ シアターGロッソ/あましんアルカイックホール      |
| 2020年3月              | 舞台「LA FESTA〜人生のレシピ〜」                                                    | 川口鉄平               | サンモールスタジオ                                               |
| 2020年7月              | 舞台『MECHABETH メカベス』                                                          | 松田風斗               | 渋谷区文化総合センター大和田・伝承ホール                         |
| 2020年10月-11月        | ミュージカル「忍たま乱太郎」第11弾初演                                              | 土井半助               | 東京ドームシティ シアターGロッソ/春日井市民会館                  |
| 2021年4月              | ミュージカル「忍たま乱太郎」第11弾再演                                              | 土井半助               | 東京ドームシティ シアターGロッソ                                 |
| 2021年6月              | コインランドリーシンドローム                                                        | 陵                     | 日暮里d-倉庫                                                     |
| 2021年10月             | ミュージカル「忍たま乱太郎」第12弾初演                                              | 土井半助               | 東京ドームシティ シアターGロッソ/COOL JAPAN PARK OSAKA WWホール  |
| 2022年10月             | ミュージカル「忍たま乱太郎」第12弾再演                                              | 土井半助               | 東京ドームシティ シアターGロッソ                                 |
| 2022年1月              | ドラゴンカンパニー2                                                                 | ライス                 | CBGKシブゲキ!!                                                   |
| 2022年5月              | 淡海乃海－現世を生き抜くことが業なれば－                                            | 足利義輝               | 東京ドームシティ シアターGロッソ                                 |
| 2022年9月              | 音楽朗読劇『パレード』                                                              | 男1                    | 劇場HOPE                                                         |
| 2023年1月              | ギャラクシー神楽-2078年、宇宙のどこかにいるキミに贈るボクの小さな想い-              | 思金いろは             | 吉祥寺シアター                                                   |
| 2023年3月              | E-Stage Topia『夜光星-ヒバナニマツワルキョウソウキョク-』                           | アブクマ/ 吉田稔麿     | ザ・ポケット                                                     |
| 2023年4月              | ミュージカル「忍たま乱太郎」第13弾初演                                              | 土井半助               | 東京ドームシティ シアターGロッソ                                 |
| 2023年6月              | 長田大史プロデュース「萩家の三姉妹」                                                | 日高聡史               | 両国・Air studio                                                 |
| 2023年7月              | メロメロ活劇『忍び、恋うつつ ～猿飛咲助ノ巻～』                                     | 真田幸影               | ザ・ポケット                                                     |
| 2023年8月              | 音楽朗読劇『パレード』                                                              | 男1                    | 劇場HOPE                                                         |
| 2023年9月-10月         | ミュージカル「忍たま乱太郎」第13弾再演                                              | 土井半助               | 東京ドームシティ シアターGロッソ/ COOL JAPAN PARK OSAKA TTホール |
| 2023年12月             | ミュージカル「忍たま乱太郎」第13弾 忍術学園 学園祭2023                              | 土井半助               | TACHIKAWA STAGE GARDEN/ COOL JAPAN PARK OSAKA TTホール           |
| 2023年12月             | ミュージカル「孫悟空」                                                              | 沙悟浄                 | 三越劇場                                                         |
| 2024年4月              | Improvised Skit Series「ジャージーズ I」                                            |                        | 東京カルチャーカルチャー                                         |
| 2024年5月-6月          | ミュージカル「忍たま乱太郎」第14弾初演                                              | 土井半助               | 東京ドームシティ シアターGロッソ/ 幸田町民会館さくらホール       |
| 2024年9月              | 武打音樂劇「百舌－沒有英雄的國度」 -主演                                            | 百舌                   | PLAYground 空總劇場（台湾・台北市）                              |
| 2024年10月-11月        | ミュージカル「忍たま乱太郎」第14弾再演                                              | 土井半助               | 東京ドームシティ シアターGロッソ/ COOL JAPAN PARK OSAKA TTホール |
| 2024年12月             | Improved Skit Series「ジャージーズⅡ」                                               |                        | 東京カルチャーカルチャー                                         |
| 2024年12月             | 長田大史プロデュース「書く女」                                                      | 川上眉山               | 両国・Air studio                                                 |
| 2025年1月              | ミュージカル「忍たま乱太郎」第14弾 忍術学園 学園祭2025                              | 土井半助               | 森ノ宮ピロティホール/ TACHIKAWA STAGE GARDEN                     |
| 2025年5月-6月          | ミュージカル「忍たま乱太郎」第15弾初演                                              | 土井半助               | 東京ドームシティ シアターGロッソ/ COOL JAPAN PARK OSAKA WWホール |
| 2025年6月              | 幕末シリーズ第一章 『誠之志士〜近藤勇〜』                                           | 山南敬助               | ザ・ポケット                                                     |
| 2025年7月              | ミュージカル「忍たま乱太郎」 野外コンサートin茨城野音                               | 土井半助               | 笠間芸術の森公園 特設会場                                        |
| 2025年7月-8月          | 舞台「忍たま乱太郎」 〜三年生といっしょに！いつもいっしょに！の段〜                 | 土井半助               | 有楽町朝日ホール                                                 |